# Reuptake
A reuptake vagy re-uptake (neurotranszmitter-visszavétel) a neurotranszmitter visszavételét jelenti a posztszinaptikus neuronról egy (preszinaptikus neuron által a szinaptikus résbe bocsátott) neurotranszmitter-transzporter molekula segítségével, miután az betöltötte az idegi impulzus átadásában való szerepét.
A reuptake elengedhetetlen fontosságú a normális idegműködéshez, mert lehetővé teszi a neurotranszmitterek újrahasznosítását, szabályozza azoknak szintjét a szinaptikus résben, illetve szabályozza a neurotranszmitter kiadásból eredő jelátvitel hosszúságát. Mivel a neurotranszmitterek túl nagyok és hidrofilek, hogy átdiffundáljanak a membránon, specifikus transzportfehérjék szükségesek a visszavételükhöz.

## Fehérjestruktúra
Az első, elsődleges reuptake-fehérjesorozatot 1990-ben tették közzé.

## A reuptake-gátlás mechanizmusa
A fő célja a reuptake inhibitornak hogy lényegében csökkentse a neurotranszmitterek visszavételét a preszintaptikus neuronba, ezzel növelve a szinapszisban a neurotranszmitterek koncentrációját.

## Ajánlott források
- ↑ Masson 1999:   (1999) „Neurotransmitter transporters in the central nervous system”. Pharmacological reviews 51 (3), 439–64. o. PMID 10471414.
- ↑ Zhou 2007:   (2007) „LeuT-desipramine structure reveals how antidepressants block neurotransmitter reuptake”. Science (New York, N.Y.) 317 (5843), 1390–3. o. DOI:10.1126/science.1147614. PMID 17690258.
- ↑ Yamashita 2005:   (2005) „Crystal structure of a bacterial homologue of Na+/Cl--dependent neurotransmitter transporters”. Nature 437 (7056), 215. o. DOI:10.1038/nature03978. PMID 16041361.
- ↑ Zomot 2007:   (2007) „Mechanism of chloride interaction with neurotransmitter:sodium symporters”. Nature 449 (7163), 726–30. o. DOI:10.1038/nature06133. PMID 17704762.
- ↑ Hummerich 2001:   (2001) „Structure, function and regulation of the 5-hydroxytryptamine (serotonin) transporter”. Biochemical Society transactions 29 (Pt 6), 728–32. o. DOI:10.1042/BST0290728. PMID 11709064.
- ↑ Członkowska 2003:   (2003) „The role of neurosteroids in the anxiolytic, antidepressive- and anticonvulsive effects of selective serotonin reuptake inhibitors”. Medical science monitor : international medical journal of experimental and clinical research 9 (11), RA270–5. o. PMID 14586292.
- ↑ Jones 1998:   (1998) „Mechanisms of amphetamine action revealed in mice lacking the dopamine transporter”. The Journal of neuroscience : the official journal of the Society for Neuroscience 18 (6), 1979–86. o. PMID 9482784.
- ↑ Tanaka 1997:   (1997) „Epilepsy and exacerbation of brain injury in mice lacking the glutamate transporter GLT-1”. Science (New York, N.Y.) 276 (5319), 1699–702. o. PMID 9180080.